# Alternanthera peruviana
Alternanthera peruviana là loài thực vật có hoa thuộc họ Dền. Loài này được (Moq.) Suess. mô tả khoa học đầu tiên năm 1934.